# Heliconia velutina
Heliconia velutina är en enhjärtbladig växtart som beskrevs av Bengt Lennart Andersson. Heliconia velutina ingår i släktet Heliconia och familjen Heliconiaceae. Inga underarter finns listade.

## Bildgalleri

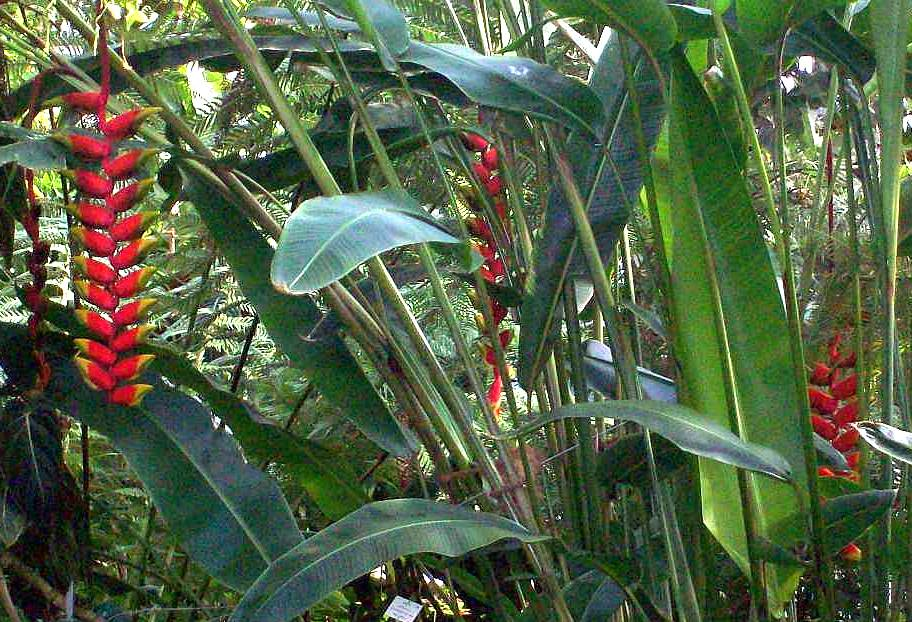
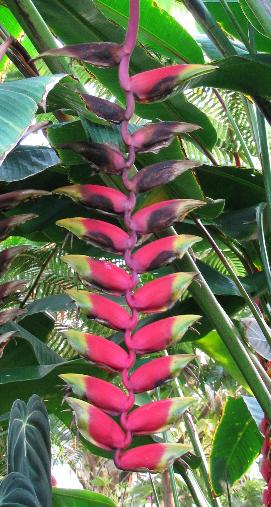